# Hexanchiformes
L'ordine degli Hexanchiformes comprende 7 specie di squali, tra cui lo squalo manzo (Heptranchias perlo).

## Etimologia
Il nome scientifico dell'ordine deriva dalle parole greche exa, sei + agko, strangolato + la parola latina forma.

## Descrizione

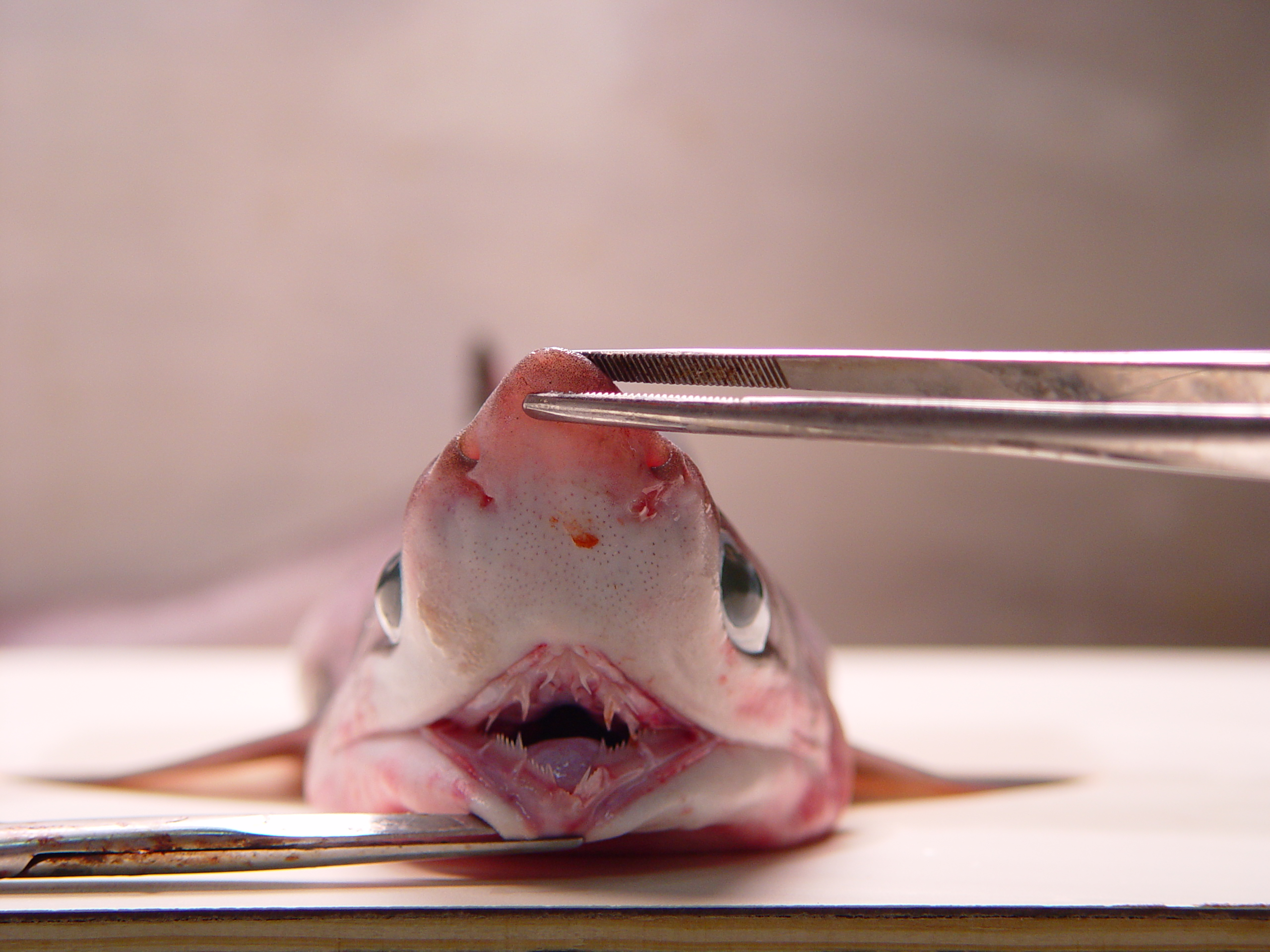
Particolare della bocca di Heptranchias perlo

Tutte le specie dell'ordine sono contraddistinte da una sola pinna dorsale senza raggi, occhi senza membrana nittitante, 6-7 aperture branchiali. Le dimensioni variano di molto da specie a specie, dai 117 cm di lunghezza massima di Chlamydoselachus africana ai 482 cm di Hexanchus griseus.

## Tassonomia
Quest'ordine attualmente è composto da due famiglie per un totale di 6 specie. Tuttavia scienziati e paleontologi hanno classificato in questo ordine numerose specie oggi estinte, ritrovate in forma fossile.

### Hexanchiformes viventi
- Famiglia Chlamydoselachidae (Garman 1884)
  - Genere Chlamydoselachus (Garman, 1884)
    - Chlamydoselachus africana (Ebert & Compagno, 2009)
    - Chlamydoselachus anguineus (Garman, 1884)
- Famiglia Hexanchidae (J. E. Gray 1851)
  - Genere Heptranchias (Rafinesque, 1810)
    - Heptranchias perlo (Bonnaterre, 1788)

  - Genere Hexanchus (Rafinesque, 1810)
    - Hexanchus griseus  (Bonnaterre, 1788)
    - Hexanchus nakamurai (Teng, 1962)
    - Hexanchus vitulus (Daly-Engel, 2018)

  - Genere Notorynchus (Ayres, 1855)
    - Notorynchus cepedianus (Péron, 1807)

### Hexanchiformes estinti
- Famiglia Chlamydoselachidae

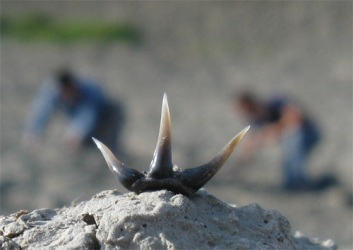
Dente fossile di Chlamydoselachus lawleyi

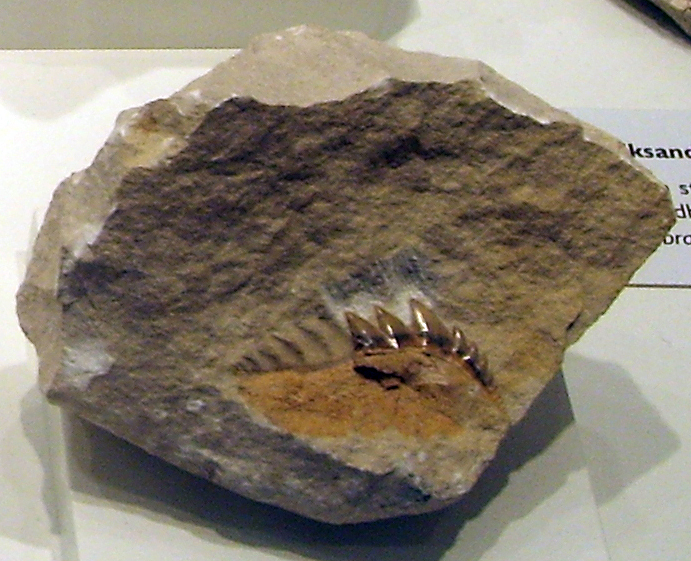
Notidanodon sp. fossile al Museo Geologico di Copenaghen

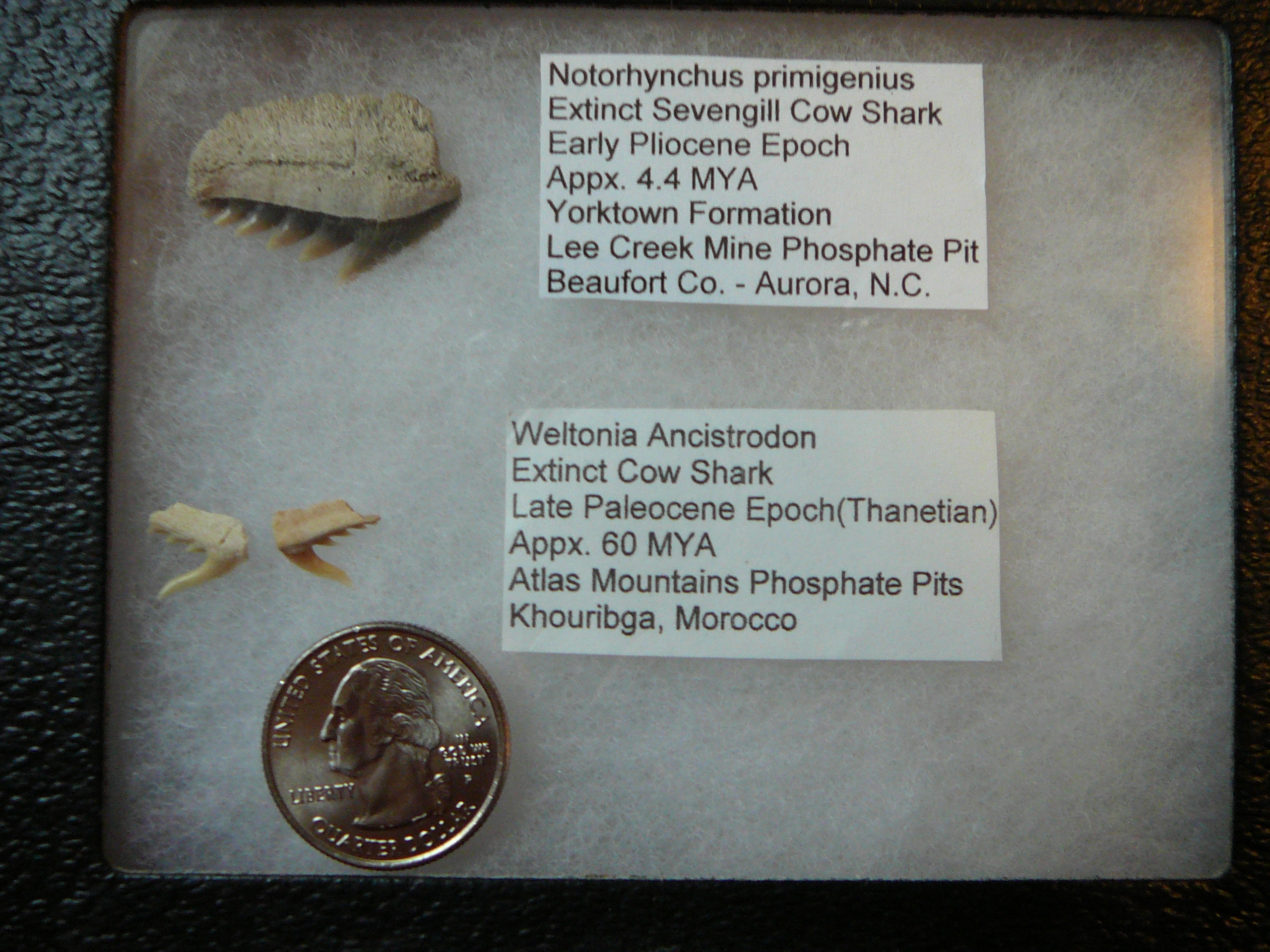
Denti fossili di Hexanciformes estinti (Weltonia ancistrodon e Notorynchus primigenius)

  - Genere Chlamydoselachus (Garman, 1884)
    - Chlamydoselachus garmani (Welton, 1983)
    - Chlamydoselachus gracilis (Antunes & Cappetta, 2002)
    - Chlamydoselachus lawleyi (Davis, 1887)
    - Chlamydoselachus tobleri (Leriche, 1929)

  - Genere Proteothrinax (Pfeil, 2012)
    - Proteothrinax baumgartneri (Pfeil, 1983)

  - Genere Rolfodon (Cappetta, Morrison & Adnet, 2019)
    - Rolfodon bracheri (Pfeil, 1983)
    - Rolfodon fiedleri (Pfeil, 1983)
    - Rolfodon goliath (Antunes & Cappetta, 2002)
    - Rolfodon keyesi (Mannering & Hiller, 2008)
    - Rolfodon landinii (Carrillo-Briceño, Aguilera & Rodriguez, 2014)
    - Rolfodon ludvigseni (Cappetta, Morrison & Adnet, 2019)
    - Rolfodon tatere (Consoli, 2008)
    - Rolfodon thomsoni (Richter & Ward, 1990)
- Famiglia Hexanchidae
  - Genere Heptranchias (Rafinesque, 1810)
    - Heptranchias ezoensis (Applegate & Uyeno, 1968)
    - Heptranchias howelii (Reed, 1946)
    - Heptranchias karagalensis (Kozlov in Zhelezko & Kozlov, 1999)
    - Heptranchias tenuidens (Leriche, 1938)

  - Genere Hexanchus (Rafinesque, 1810)
    - Hexanchus agassizi (Cappetta, 1976)
    - Hexanchus andersoni (Jordan, 1907)
    - Hexanchus arzoensis (Debeaumont, 1960)
    - Hexanchus casieri (Kozlov, 1999)
    - Hexanchus collinsonae (Ward, 1979)
    - Hexanchus gracilis (Davis, 1887)
    - Hexanchus hookeri (Ward, 1979)
    - Hexanchus microdon (Agassiz, 1843)
    - Hexanchus tusbairicus (Kozlov in Zhelezko & Kozlov, 1999)

  - Genere Notidanoides (Maisey 1986)  Archiviato il 10 marzo 2012 in Internet Archive.
    - (Specie non classificata)

  - Genere Notidanodon (Cappetta, 1975)
    - Notidanodon antarcti (Grande & Chatterjee, 1987)
    - Notidanodon brotzeni (Siverson, 1995)
    - Notidanodon dentatus (Woodward, 1886)
    - Notidanodon lanceolatus (Woodward, 1886)
    - Notidanodon loozi (Vincent, 1876)
    - Notidanodon pectinatus (Agassiz, 1843)

  - Genere Notorynchus (Ayres, 1855)
    - Notorynchus borealus (Jordan & Hannibal, 1923)
    - Notorynchus kempi (Ward, 1979)
    - Notorynchus lawleyi (Cigala Fulgosi, 1983)
    - Notorynchus primigenius (Agassiz, 1843)
    - Notorynchus serratissimus (Agassiz, 1843)
    - Notorynchus serratus (Agassiz, 1843)
    - Notorynchus subrecurvus (Oppenheimer, 1907)

  - Genere Paraheptranchias (Pfeil, 1981)
    - Paraheptranchias repens (Probst, 1879)
    - Paranotidanus “Eonotidanus” contrarius (Munster, 1843)
    - Paranotidanus intermedius (Wagner, 1861)
    - Paranotidanus munsteri (Agassiz, 1843)
    - Paranotidanus serratus (Fraas, 1855)

  - Genere Weltonia (Ward, 1979)
    - Weltonia ancistrodon (Arambourg, 1952)
    - Weltonia burnhamensis (Ward, 1979)
- Famiglia ?Mcmurdodontidae
  - Genere Mcmurdodus (White, 1968)
    - Mcmurdodus featherensis (White, 1968)
    - Mcmurdodus whitei (Turner, & Young, 1987)
- Famiglia ?Pseudonotidanidae
  - Genere Pseudonotidanus (Underwood & Ward, 2004)
    - Pseudonotidanus politus (Underwood & Ward, 2004)
    - Pseudonotidanus semirugosus (Underwood & Ward, 2004)
    - Pseudonotidanus terencei (Delsate & Godefroit, 1995)

  - Genere Welcommia (Cappetta, 1990)
    - Welcommia bodeuri (Cappetta, 1990)
    - Welcommia cappettai (Klug & Kriwet, 2010)